# Armadillidium strinatii
Armadillidium strinatii är en kräftdjursart som beskrevs av Albert Vandel 1961. Armadillidium strinatii ingår i släktet Armadillidium och familjen klotgråsuggor. Inga underarter finns listade i Catalogue of Life.